# Gare de Couëron
Gare de Couëron – stacja kolejowa w Couëron, w departamencie Loara Atlantycka, w regionie Kraj Loary, we Francji.
Stacja została otwarta w 1857 przez Compagnie du chemin de fer de Paris à Orléans (PO). Dziś jest stacą Société nationale des chemins de fer français (SNCF), obsługiwaną przez pociągi TER Pays de la Loire, kursujące między Le Croisic, Saint-Nazaire, Nantes i Redon.